# Ségala
Ségala is een gemeente (commune) in de regio Kayes in Mali. De gemeente telt 25.800 inwoners (2009).
De gemeente bestaat uit de volgende plaatsen:
- Bagoré
- Batama Peuhls
- Batama Soninké
- Diabadji
- Dianega
- Dienkoulou
- Dioungo
- Dioudiou
- Dramebougoula
- Kalao
- Kanantaré
- Koumaré
- Mamassita
- Mouliné
- Moussala Fatola
- Ségala
- Ségala Ba
- Sékora
- Tiguine
- Touba